# Philip Habib
Philip Habib (Brooklyn, 25 februari 1920 - Puligny-Montrachet (Frankrijk), 25 mei 1992) was een Amerikaans diplomaat in het Verre en Midden-Oosten.

## Levensloop
Habib werd geboren in een Oosters-orthodox gezin (Maronieten) van Libanese immigranten en groeide op in het joodse deel van Brooklyn.
Hij studeerde af aan de Universiteit van Idaho in 1942 en onderbrak zijn doctorale studie in landbouweconomie aan de Universiteit van Californië in ruil voor een loopbaan bij het Amerikaanse ministerie van buitenlandse zaken.
Hij werd gestationeerd in Canada, Nieuw-Zeeland, Trinidad en Tobago, Zuid-Korea en vervolgens als hoofd politiek adviseur van ambassadeur Henry Cabot Lodge in Vietnam van 1965 tot 1971. Als expert in Aziatische zaken adviseerde hij president Lyndon Johnson de bombardementen in Noord-Vietnam te beperken.
Tijdens de regering van president Nixon was Habib van 1971 tot 1974 ambassadeur in Zuid-Korea en van 1974 tot 1976 assistent-minister van buitenlandse zaken op het gebied van Oost-Azië en de Grote Oceaan.

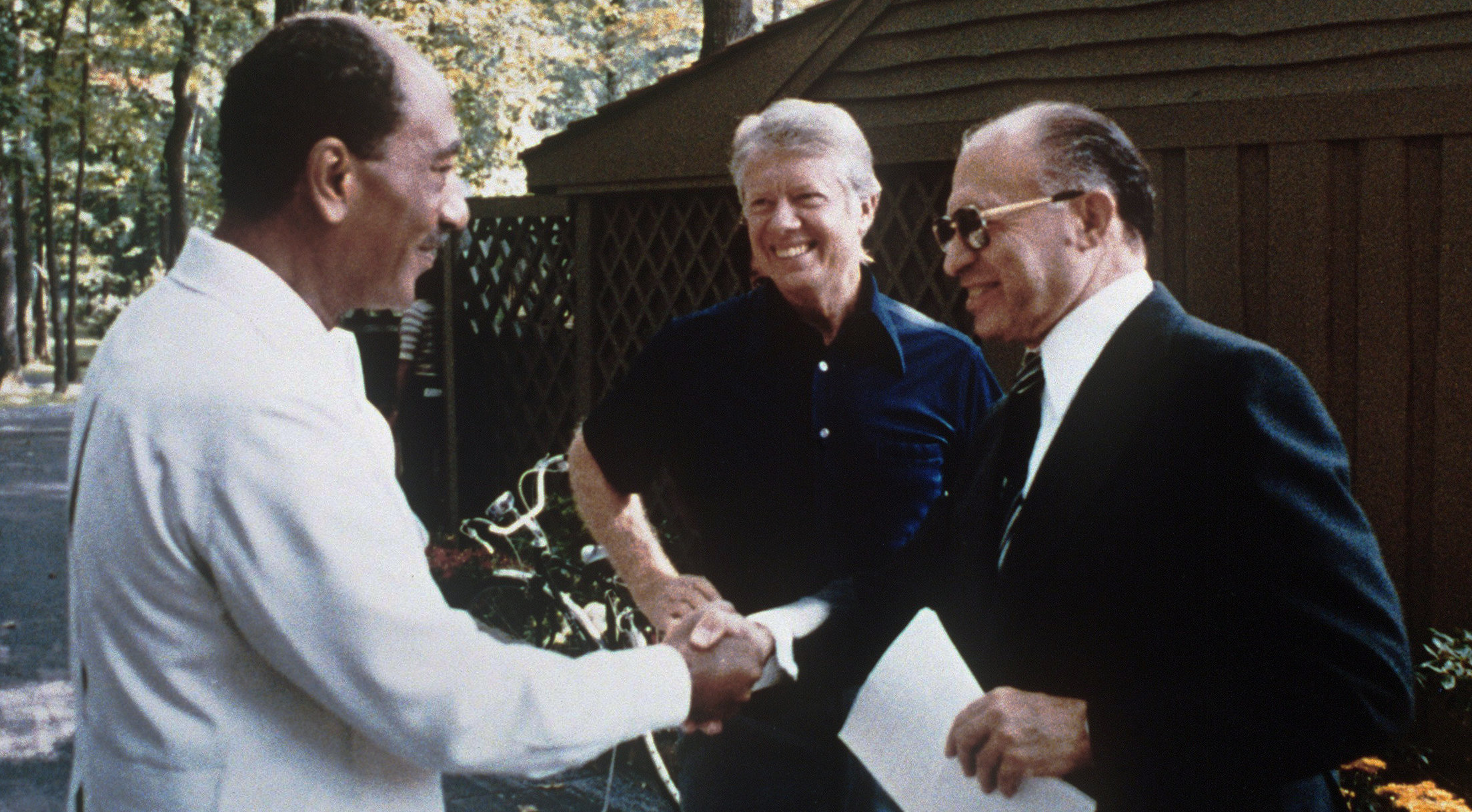
Vredestop tussen Sadat en Begin met president Carter in Camp David

Sinds hij tijdens de regering van Gerald Ford werd benoemd tot onderminister voor buitenlandse zaken, richtte hij zich op het Midden-Oosten. In deze functie haalde hij Anwar Sadat en Menachem Begin over om deel te nemen aan een vredestop met president Jimmy Carter in Camp David.
Nadat hij in 1978 voor de tweede keer een hartaanval kreeg, trok hij zich terug uit buitenlandse dienst.
President Ronald Reagan vroeg hem echter terug te komen om de situatie in de Libanese Burgeroorlog vlot te trekken. Hier wist hij een tijdelijk vredesverdrag tot stand te brengen met aansluitend de evacuatie van troepen van de PLO onder supervisie van het Amerikaanse marinierskorps.
Later diende hij nog als speciaal gezant voor de Filipijnen en Centraal-Amerika en haalde hij president Ferdinand Marcos over om in ballingschap te gaan. In 1987 ging hij definitief met pensioen. Hij overleed tijdens zijn vakantie in Frankrijk in 1992.

## Erkenning
In 1982 werd hij voor zijn verdienste in Libanon onderscheiden met een Presidential Medal of Freedom, een van de twee hoogste burgerlijke onderscheidingen in de VS. In 1988 werd hij benoemd in het Franse Legioen van Eer, de hoogste onderscheiding in Frankrijk.